# Storeria
Storeria is een geslacht van slangen uit de familie toornslangachtigen en de onderfamilie waterslangen (Natricinae).

## Naam en indeling
Er zijn vijf soorten, de wetenschappelijke naam van de groep werd voor het eerst voorgesteld door Spencer Fullerton Baird en Charles Frédéric Girard in 1853. De slangen werden eerder aan andere geslachten toegekend, zoals Coluber, Tropidonotus en Ischnognathus.

## Uiterlijke kenmerken
De slangen blijven relatief klein en bereiken een lichaamslengte van ongeveer 33 centimeter, uitschieters kunnen tot 50 cm lang worden. De dieren hebben een overwegend bruine lichaamskleur, soms met vlekken of strepen.

## Levenswijze
De slangen eten ongewervelde dieren, zoals insecten en hun larven, slakken en regenwormen. Als ze worden bedreigd wordt het lichaam afgeplat en wordt een stinkende excretie afgescheiden uit de anaalklieren.

## Verspreiding en habitat
De soorten komen voor in delen van Midden- en Noord-Amerika en leven in de landen Canada, de Verenigde Staten, Mexico, Guatemala, Honduras en mogelijk in Belize. De habitat bestaat uit tropische en subtropische bossen, zowel in laaglanden als in bergstreken, droge tropische en subtropische bossen, gematigde bossen, scrublands, savannen en draslanden.

## Beschermingsstatus
Door de internationale natuurbeschermingsorganisatie IUCN is aan vier soorten een beschermingsstatus toegewezen. Drie soorten worden beschouwd als 'veilig' (Least Concern of LC) en een soort als 'kwetsbaar' (Vulnerable of VU).

## Soorten
Het geslacht omvat de volgende soorten, met de auteur en het verspreidingsgebied.
| Naam                                       | Auteur         | Verspreidingsgebied                                                       | Beschermingsstatus |
| ------------------------------------------ | -------------- | ------------------------------------------------------------------------- | ------------------ |
| Amerikaanse bruine slang (Storeria dekayi) | Holbrook, 1839 | Canada, Verenigde Staten, Mexico, Guatemala, Honduras, mogelijk in Belize |                    |
| Storeria hidalgoensis                      | Taylor, 1942   | Mexico                                                                    |                    |
| Roodbuikslang (Storeria occipitomaculata)  | Storer, 1839   | Canada, Verenigde Staten                                                  |                    |
| Storeria storerioides                      | Cope, 1866     | Mexico                                                                    |                    |
| Storeria victa                             | Hay, 1892      | Verenigde Staten                                                          | Niet geëvalueerd   |